# Портрет неизвестного с медалью
«Портрет неизвестного с медалью Козимо Медичи Старшего» (итал. Ritratto d'uomo con medaglia di Cosimo il Vecchio) — картина итальянского художника Сандро Боттичелли, выставленная в галерее Уффици во Флоренции.

## Описание
На картине изображён неизвестный юноша, который прижимает к сердцу медаль с профилем Козимо Медичи Старшего.
Картина написана на деревянной доске темперой. В оформлении картины использован уникальный для эпохи Возрождения приём — в доске находится круглая ниша, куда вставлена пастилья — вылепленная из гипса и покрытая золотой краской копия медали, отлитой в честь Козимо Медичи около 1465 года.
В этой работе художник дал новый для эпохи Кватроченто тип композиции. Ранее итальянские живописцы изображали портретируемого погрудно, строго в профиль, на нейтральном фоне. По примеру нидерландских живописцев, Боттичелли изобразил молодого человека почти в фас, с пейзажем на заднем плане. Художник отчётливо выписал кисти рук.

## История картины

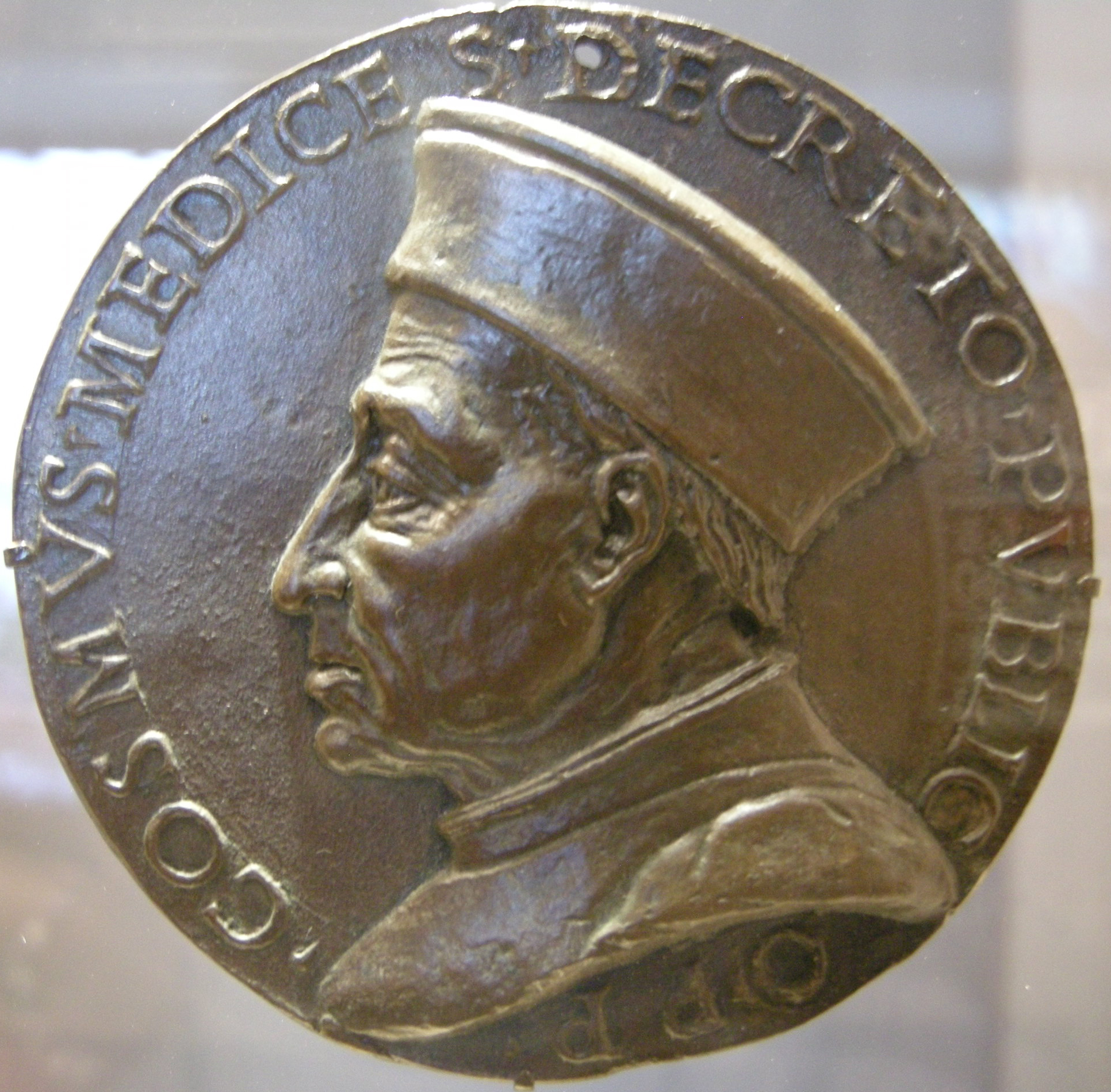
Реальная медаль

Картина была написана в 1474—1475 годах. Заказчик картины неизвестен, также неизвестно, кто был её владельцами до момента, пока картина не оказалась в руках кардинала Карло Медичи. После смерти Карло Медичи в 1666 году картина была передана в коллекцию галереи Уффици. Картину реставрировали в 1991 году.

## Гипотезы о модели
Судя по медали, неизвестный юноша имел какое-то отношение к семье Медичи, с членами которой в эти годы у Боттичелли завязываются дружественные отношения. Юноша одет не в роскошную одежду, поэтому он может и не являться членом семьи Медичи.
Существует несколько версий касательно имени человека, изображённого на картине:
- возможно, на картине изображён сам Сандро Боттичелли, так как существует определённое сходство юноши и самого художника, каким он изобразил себя на картине Поклонение волхвов около 1475 года, то есть обе картины написаны практически в одно и то же время.
- возможно, на картине изображён вероятный автор медали — Микелоццо ди Бартоломмео или Хростофор ди Джеремия (англ.)[4].
- возможно, на картине изображён брат художника — Антонио Боттичелли, так как известно, что он был ювелиром и занимался производством медалей для семьи Медичи[4].
- возможно, на картине изображён кто-то из семьи Медичи[4].